# 望美駅
望美駅（マンミえき）は、大韓民国釜山広域市水営区にある釜山交通公社3号線の駅である。駅番号は302。「兵務庁」を副駅名としている。

## 駅構造
相対式ホーム2面2線の地下駅。フルスクリーンタイプのホームドアが設置されている。出入口は8箇所に設けられている。

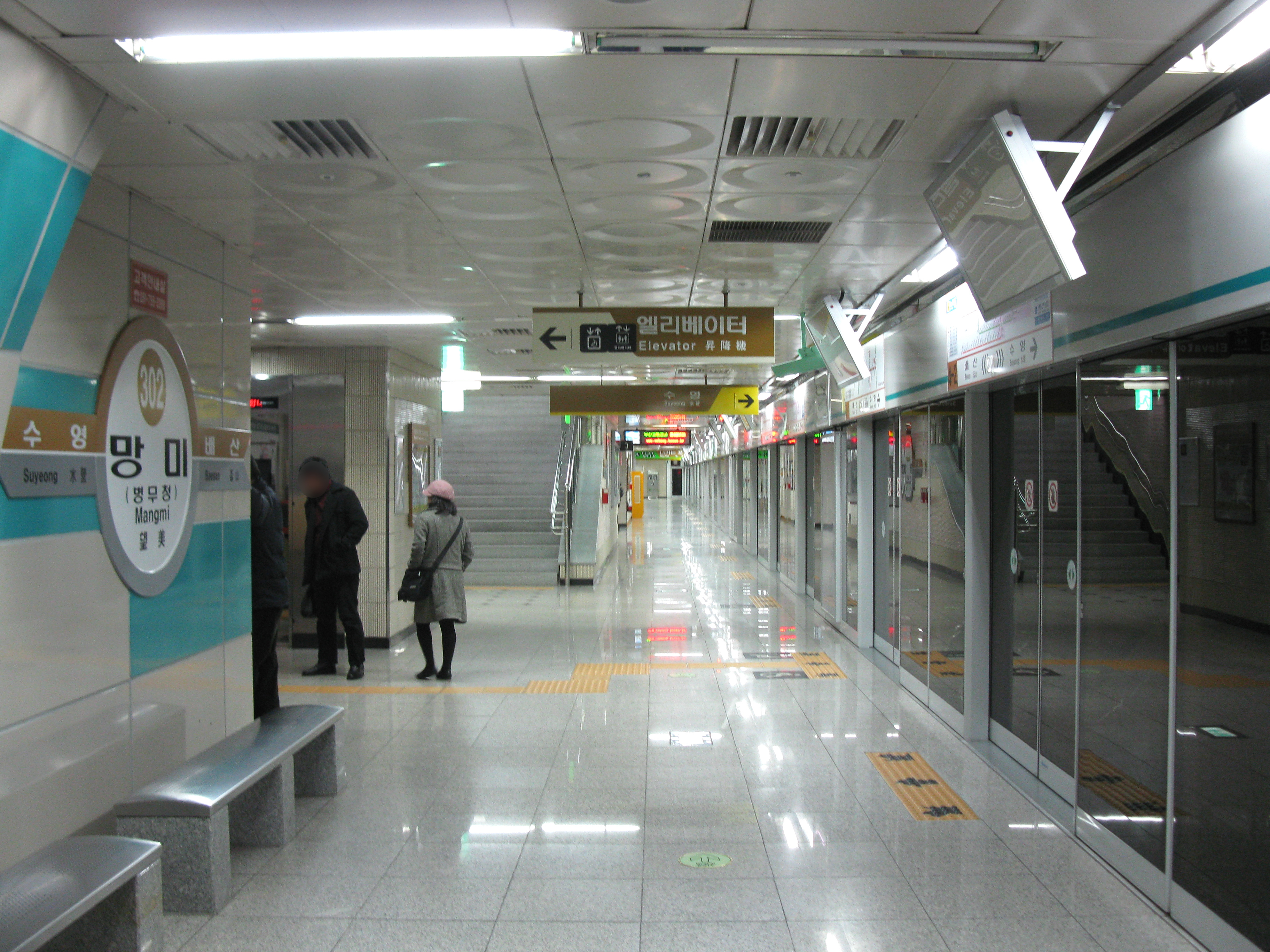
上りホーム（2009年2月）
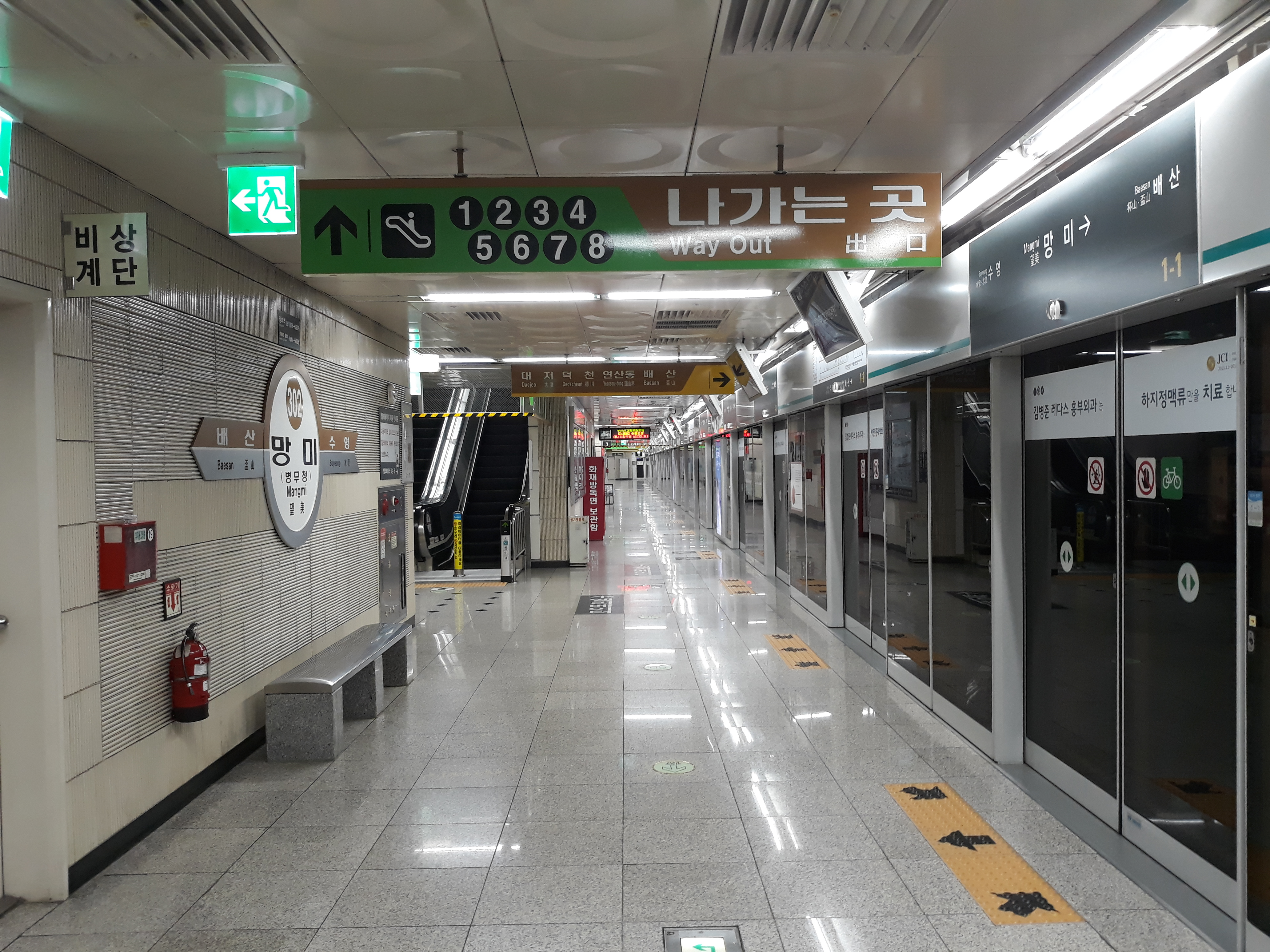
下りホーム（2018年3月）
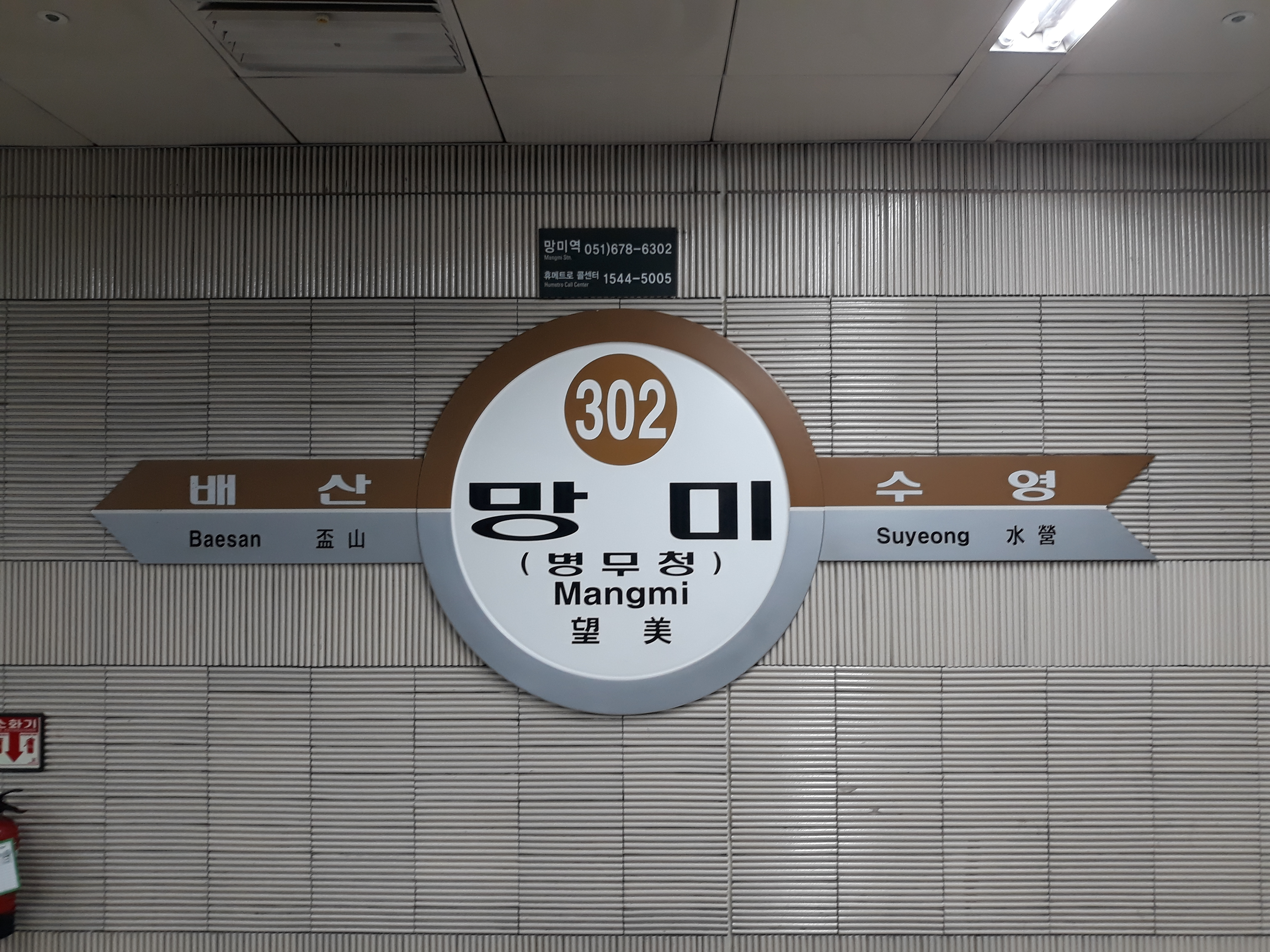
駅名標

### のりば
| 上り | 3号線 | 水営方面 |
| 下り | 3号線 | 大渚方面 |

## 歴史
- 2005年11月28日 - 開業。

## 駅周辺
- 釜山地方兵務庁
- 南部消防署望美119安全センター
- 望美1洞住民センター
- 水美初等学校
- 広安中学校
- 徳文女子高等学校
- 釜山経商大学校

## 隣の駅
釜山交通公社
 3号線
水営駅 (301) - 望美駅 (302) - 盃山駅 (303)